# Avshalom Feinberg

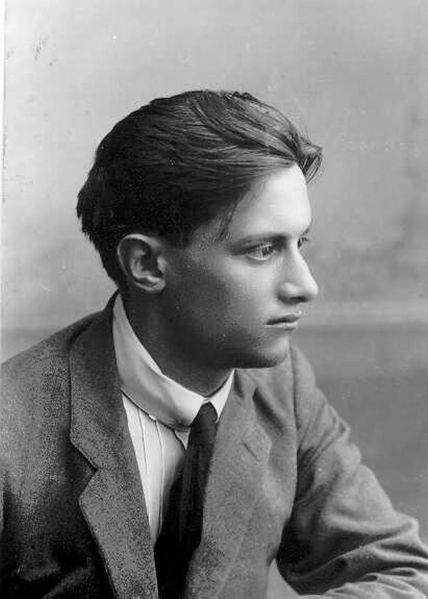
Avschalom Feinberg (1917)

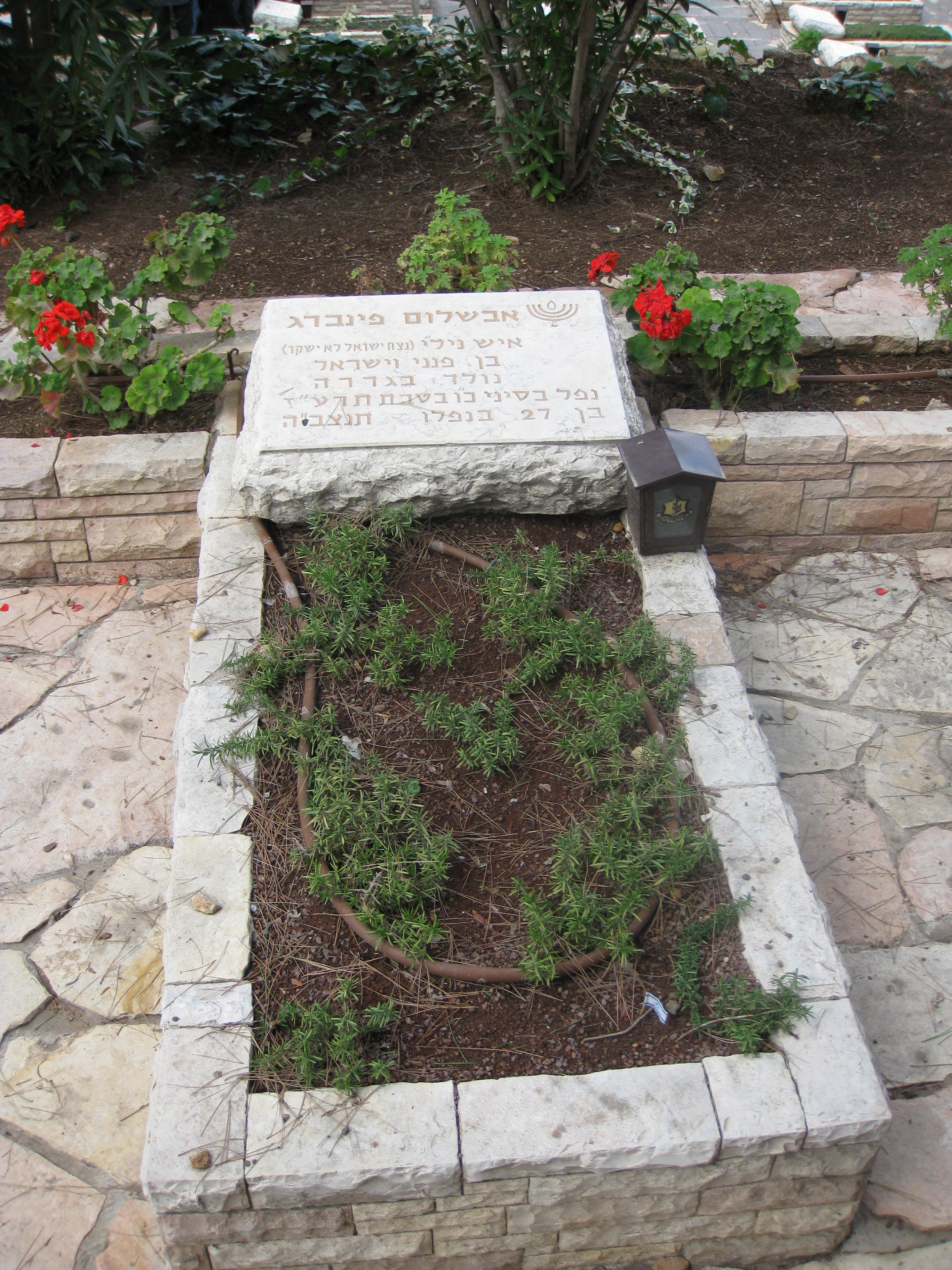
Grab von Avschalom Feinberg am Herzl-Berg in Jerusalem

Avshalom Feinberg (hebräisch אבשלום פיינברג; * 23. Oktober 1889 in Gedera (heute Israel); † 20. Januar 1917 im Sinai) war eines der führenden Mitglieder des NILI, eines jüdisch-zionistischen Spionagerings zur Zeit des Ersten Weltkriegs, der im Osmanischen Reich die Briten unterstützte. NILI wurde von Aaron Aaronsohn und seiner Schwester Sarah Aaronsohn gegründet.

## Leben
Avshalom Feinberg wurde als Sohn von Israel Feinberg und seiner Frau Fanny (geb. Belkind) im von ihnen fünf Jahre zuvor mitbegründeten Gedera geboren. Von seinem mütterlichen Großvater Meir Belkind lernte er bereits als Kind Arabisch und das Studium des Koran. Die Familie wohnte zeitweilig in Jaffa und Jerusalem. Im Alter von 14 Jahren wurde Avschalom zu Verwandten nach Paris geschickt, um dort die Schule zu besuchen und zu studieren. Er lernte zweieinhalb Jahre in Paris und freundete sich mit französischen Intellektuellen an wie Jacques Maritain und dem katholischen Philosophen Charles Peggy. Nach seinem Studium kehrte er zurück nach Palästina, verbrachte aber bis 1909 immer wieder auch einige Zeit in der Schweiz, vor allem zu landwirtschaftlichen Studien. 1910 wieder zurück in Palästina lernte er die Familie Aaronsohn kennen, die in Atlit eine Forschungsstation für Agrartechnik betrieb. Da während des Ersten Weltkrieges die mit den Deutschen verbündeten Türken gegenüber den Juden im Lande sehr feindselig eingestellt waren, schlugen sie sich auf die Seite der Briten und gründeten nach Anregung von Feinberg NILI. Das NILI-Netzwerk lieferte den britischen Geheimdiensten eine Reihe kriegswichtiger strategischer Informationen.
Am Abend des 20. Januar 1917 wurde Avshalom Feinberg von Beduinen nahe Rafah entdeckt, die darauf einen türkischen Grenzposten verständigten, welcher ihn nach heftigem Schusswechsel erschoss, als er gerade aus Ägypten kommend zurück in die Heimat wollte. Sein Schicksal blieb jedoch bis zum Sechstagekrieg ungeklärt. Erst als israelische Soldaten damals die Sinai-Halbinsel besetzten, erfuhren sie von der Legende des „Datteljuden“, aus dessen Grab heraus eine inzwischen stattliche Dattelpalme gewachsen war. Wie sich herausstellte, trug Feinberg in seiner Hosentasche einen Beutel mit Datteln bei sich, den ihm Sarah Aaronsohn als Wegzehrung mitgab. Sein Leichnam wurde exhumiert und im November 1967 im Rahmen eines Staatsaktes feierlich auf dem Herzlberg in Jerusalem beigesetzt. Dabei wurde auch die Dattelpalme geborgen und an seiner Grabstelle neu eingepflanzt.
Zu seiner Erinnerung wurde 1979 die Siedlung Dekla („Palme“) gegründet, die jedoch nach dem Camp David Abkommen 1982 bereits wieder geräumt werden musste. 1990 wurde in Israel eine Siedlung nahe dem Gaza-Streifen zu seinen Ehren Avshalom benannt.